# Callianthemum sajanense
Callianthemum sajanense är en ranunkelväxtart som beskrevs av Johanna A. Witasek. Callianthemum sajanense ingår i släktet Callianthemum och familjen ranunkelväxter. Inga underarter finns listade i Catalogue of Life.